# Rocky Legends
 (avril 2020).
Si vous disposez d'ouvrages ou d'articles de référence ou si vous connaissez des sites web de qualité traitant du thème abordé ici, merci de compléter l'article en donnant les références utiles à sa vérifiabilité et en les liant à la section « Notes et références ».
Rocky Legends est un jeu vidéo de boxe développé par Venom Games et édité par Ubisoft et sorti en 2004 sur PlayStation 2 et Xbox.

## Personnages jouables
| - Alain Girard - Alexei Baluk - Apollo Creed - Big Chuck Smith - Big Yank Ball - Billy Snow - Bob Cray - Brendan Doyle - Burt Judge - Buddy Shaw - Carlos Arguello - Clubber Lang - Dipper Brown - Dalan Hattori - Ernie Roman - Floyd McCallum - George Fullmer - Ivan Drago - Jack Jarrell - Jack Reid - Joe Czak - Joe Zale | - John Barkley - Jose Mendoza - Ken Klaasen - Kofi Langton - Marco Chavez - Maurizio Medina - Mickey Goldmill - Paulie Klein - Randy Tate - Razor Robinson - Rocky Balboa - Sam Monroe - Salvador Martinez - Spider Rico - Sergei Izhora - Tommy Gunn - Tony Duke - Troy Miller - Union Cane - Virgil Abrams - Wolfgang Peltzer - Yuri Denisov |